# حمیدرضا آذرنگ
حمیدرضا آذرنگ (زادهٔ خرداد ۱۳۵۱) بازیگر، نویسنده و کارگردان ایرانی است. او جایزه بازیگری جشن خانه سینما را برای بازی در فیلم ملکه (۱۳۹۰) به دست آورد و برنده پنج جایزه از جشنواره تئاتر فجر در زمینه‌های متعددی چون نویسندگی و بازیگری شده است؛ از جمله برای دو لیتر در دو لیتر صلح و خنکای ختم خاطره. او نامزد سیمرغ بلورین بهترین فیلمنامه اقتباسی و بهترین فیلم اول از سی و نهمین جشنواره فیلم فجر برای فیلم روزی روزگاری آبادان (۱۳۹۹) بود و همچنین نامزد دریافت جایزه‌های دیگری در سایر جشنواره‌های داخلی و خارجی تئاتری و سینمایی نیز بوده است. آذرنگ، عضو هیئت مدیره انجمن بازیگران خانه تئاتر، بوده است.

## زندگی
آذرنگ دانش‌آموخته کارشناسی در رشته روان‌شناسی بالینی از دانشگاه آزاد رودهن در سال ۱۳۷۶ است.
او برنده جوایز متعدد سینمایی بوده است که از این جمله می‌توان به جایزه جشن خانهٔ سینما در سال ۱۳۹۳ به عنوان بهترین بازیگر نقش مکمل مرد برای بازی در فیلم ملکه اشاره کرد.
او تا کنون برنده پنج جایزه از جشنواره تئاتر فجر در زمینه‌های نویسندگی و بازیگری شده است. دو جایزه تئاتر فجر برای بازیگری را (برای بازی در نمایش‌های خون رقصه ۱۳۹۰ و چهار حکایت از چندین حکایت رحمان ۱۳۸۳)، سه جایزه از تئاتر فجر برای بهترین نویسندگی (برای نگارش نمایشنامه‌های خنکای ختم خاطره ۱۳۸۸، دو لیتر در دو لیتر صلح ۱۳۹۰ و خیال روی خطوط موازی ۱۳۸۵) و لوح تقدیر را برای نگارش نمایشنامه ترن در سال ۱۳۹۱ از همین جشنواره، دریافت کرده است. نمایش روزی روزگاری آبادان نوشته و کارگردانی او هم در همین جشنواره (سال ۱۳۸۴) مورد تقدیر ویژه قرار گرفت. او در دوره‌های متوالی در جشنواره فجر در رشته‌های مختلف نامزد دریافت جایزه شده. او برای نگارش نمایشنامه مادر مانده در جشن اردیبهشت تئاتر ایران (۱۳۸۸) به عنوان نویسنده برتر انتخاب شد و در هفتمین جشن بازیگر تئاتر برای بازی در نمایش‌های اهل قبور و خنکای ختم خاطره عنوان برترین بازیگر مرد تئاتر سال را از آن خود کرد.
حمیدرضا آذرنگ در برنامه خندوانه ۲۳ تیرماه ۱۳۹۵ گفت:
«پدرم اهل گلپایگان است. مادرم هم اهل گلپایگان است. تهران به دنیا آمدم و یک سالم بوده که برای کار پدرم رفتیم خوزستان. اونجا بزرگ شدم توی سومار خدمت کردم، دانشگاهم رودهن بوده»
وی در ادامه گفت:
«به شدت معتقدم در جنوب شکل گرفته‌ام، من از یک سالگی تا هجده سالگی اندیمشک بودم»

## فیلم‌شناسی

### فیلم سینمایی
| سال  | عنوان فیلم          | کارگردان             |
| ---- | ------------------- | -------------------- |
| ۱۴۰۰ | خائن کشی            | مسعود کیمیایی        |
| ۱۳۹۹ | روزی روزگاری آبادان | حمیدرضا آذرنگ        |
| ۱۳۹۷ | غلامرضا تختی        | بهرام توکلی          |
| ۱۳۹۷ | چهل و هفت           | احمد اطراقچی         |
| ۱۳۹۶ | پیلوت               | ابراهیم ابراهیمیان   |
| ۱۳۹۶ | تنگه ابوقریب        | بهرام توکلی          |
| ۱۳۹۵ | آبا جان             | هاتف علیمردانی       |
| ۱۳۹۵ | آذر                 | محمد حمزه ای         |
| ۱۳۹۵ | بیست و یک روز بعد   | سید محمدرضا خردمندان |
| ۱۳۹۵ | دعوتنامه            | مهرداد فرید          |
| ۱۳۹۵ | سمفونی تولد         | محمد پرویزی          |
| ۱۳۹۵ | قاتل اهلی           | مسعود کیمیایی        |
| ۱۳۹۴ | آبجی                | مرجان اشرفی زاده     |
| ۱۳۹۴ | گیتا                | مسعود مددی           |
| ۱۳۹۴ | آااادت نمی‌کنیم      | ابراهیم ابراهیمیان   |
| ۱۳۹۲ | بلوک۹ خروجی۲        | علیرضا امینی         |
| ۱۳۹۲ | با دیگران           | ناصر ضمیری           |
| ۱۳۹۱ | آسمان زرد کم عمق    | بهرام توکلی          |
| ۱۳۹۱ | یک، دو، سه،... پنج  | محمد معیری           |
| ۱۳۹۰ | دست‌ها نگاه می‌کنند   | ابرهیم شیبانی        |
| ۱۳۹۰ | ملکه                | محمدعلی باشه آهنگر   |
| ۱۳۸۹ | در امتداد شهر       | علی عطشانی           |
| ۱۳۸۸ | بیداری رؤیاها       | محمدعلی باشه آهنگر   |
| ۱۳۸۵ | شوخی‌های خدا         | پرویز شیخ طادی       |
| ۱۳۷۸ | گمشده               | محمدعلی باشه آهنگر   |

### سریال تلویزیونی
| سال          | عنوان سریال             | کارگردان                                          |
| ------------ | ----------------------- | ------------------------------------------------- |
| ۱۴۰۳         | نون خ ۵                 | سعید آقاخانی                                      |
| ۱۴۰۲         | رحیل                    | مسعود آب پرور                                     |
| ۱۴۰۱         | نون خ ۴                 | سعید آقاخانی                                      |
| ۱۴۰۱         | مستوران                 | مسعود آب پرور و سیدجمال سیدحاتمی                  |
| ۱۳۹۹ تا ۱۴۰۱ | ارثیه پدری              | میلاد بنایی و مهدی نقویان                         |
| ۱۳۹۸         | نون خ ۲                 | سعید آقاخانی                                      |
| ۱۳۹۷         | نون خ ۱                 | سعید آقاخانی                                      |
| ۱۳۹۷         | روزهای بی‌قراری ۲        | کاظم معصومی                                       |
| ۱۳۹۷         | تاریکی شب، روشنایی روز  | حجت قاسم‌زاده اصل                                  |
| ۱۳۹۶         | آرماندو                 | احسان عبدی پور                                    |
| ۱۳۹۵         | چرخ فلک                 | عزیزالله حمیدنژاد، بهرام عظیم پور، احسان عبدی پور |
| ۱۳۹۴         | قرعه                    | برزو نیک نژاد                                     |
| ۱۳۹۳         | جاده قدیم               | بهرام بهرامیان                                    |
| ۱۳۹۱         | یلدا                    | حسن میرباقری                                      |
| ۱۳۸۹         | در مسیر زاینده رود      | حسن فتحی                                          |
| ۱۳۸۷         | خرده ستمگران            | مسعود شاه‌محمدی                                    |
| ۱۳۸۶         | آن سوی دریا این سوی خاک | فرزین مهدی‌پور                                     |

### نمایش خانگی
| سال  | نام مجموعه  | کارگردان       |
| ---- | ----------- | -------------- |
| ۱۴۰۴ | از یاد رفته | برزو نیک نژاد  |
| ۱۴۰۱ | آفتاب‌پرست   | برزو نیک نژاد  |
| ۱۳۹۷ | نهنگ آبی    | فریدون جیرانی  |
| ۱۳۹۴ | دندون طلا   | داوود میرباقری |
| ۱۳۹۲ | شاهگوش      | داوود میرباقری |

### مستند
| سال  | عنوان مستند      | کارگردان   |
| ---- | ---------------- | ---------- |
| ۱۳۹۶ | آبی به رنگ آسمان | امیر رفیعی |

## تئاتر
برخی از نمایش‌هایی که آذرنگ نویسندگی، کارگردانی یا بازی کرده است عبارتند از:

#### نویسندگی (تئاتر)
- خیال روی خطوط موازی، تئاترشهر، تالار چهارسو؛ ۸۵–۱۳۸۶ - انتشارات مرکز هنرهای نمایشی
- آخرین مروارید، تئاترشهر، تالار شماره۲؛ ۱۳۸۰ - انتشارات مرکز هنرهای نمایشی
- این کدام پنجشنبه است، تئاترشهر، تالار سایه؛ ۱۳۸۱
- روزی روزگاری آبادان (تئاتر)، تئاترشهر، تالار قشقایی؛ ۱۳۸۴
- مادر مانده (کارگردانی مشترک با نیما دهقان)، تئاترشهر، تالار چهارسو؛ ۱۳۸۸
- برگزین
- زری بانو (کارگردانی مشترک با نیما دهقان)، جشنواره آیینی و سنتی، تئاترشهر، تالار چهارسو؛ ۱۳۸۸
- رعنا (سپیده نظری‌پور)، تئاترشهر، تالار سایه؛ ۱۳۸۲
- دو متر در دو متر جنگ (نیما دهقان)، تئاترشهر، تالار شماره ۲؛ ۱۳۸۵
- در قاب ماه (حسین مسافر آستانه)، تالار وحدت؛ ۱۳۸۷
- خنکای ختم خاطره (کارگردانی نیما دهقان)؛ ۱۳۷۸
- دو لیتر در دو لیتر صلح، تئاترشهر، ۱۳۹۱
- ترن به کارگردانی نیما دهقان تئاتر شهر ۱۳۹۱

#### کارگردانی (تئاتر)
- «آخرین مروارید»، تئاترشهر، تالار شماره ۲؛ ۱۳۸۰
- «این کدام پنجشنبه است»، تئاترشهر، تالار سایه؛ ۱۳۸۱
- روزی روزگاری آبادان (تئاتر)، تئاترشهر، تالار قشقایی؛ ۱۳۸۴
- خیال روی خطوط موازی، (کارگردانی مشترک با عباس اقسامی)، تئاترشهر، تالار چهارسو؛ ۸۵–۱۳۸۶
- «عدالتخانه» (عارفه عنایتی)، اولین جشنواره عدالت و امید؛ ۱۳۸۷- مجموعه ایرانشهر، تالار شماره ۱؛ ۱۳۸۸
- مادر مانده (کارگردانی مشترک با نیما دهقان)، تئاترشهر، تالار چهارسو؛ ۱۳۸۸
- «زری بانو» (کارگردانی مشترک با نیما دهقان)، جشنواره آیینی و سنتی، تئاترشهر، تالار چهارسو؛ ۱۳۸۸
- دو لیتر در دو لیتر صلح، تئاترشهر، ۱۳۹۱
- هتلی‌ها، تماشاخانه ایرانشهر، سالن استاد سمندریان، ۱۳۹۴
- ترن، تئاتر شهر، سالن اصلی، ۱۳۹۵
- خنکای ختم خاطره، تماشاخانه ایرانشهر، سالن استاد سمندریان، ۱۳۹۷

#### بازیگری (تئاتر)
- طلحک بازی (حسن سرچاهی)، تئاترشهر، تالار شماره۲؛ ۱۳۷۸
- عروسکی مثل مترسک (رضا عطایی‌فر)، جشنواره دانشجویی؛ ۱۳۸۱
- «هزاردستان» (مهرداد رایانی‌مخصوص)، تئاترشهر، تالار سایه؛ ۱۳۸۱
- چهار حکایت از چندین حکایت رحمان (علیرضا نادری)، تئاترشهر، تالار چهارسو؛ ۱۳۸۳
- «سراب» (حسین پارسایی)، تئاترشهر، تالار چهارسو؛ ۱۳۸۳
- «تکیه ملت» (حسین کیانی)، تئاترشهر، تالار سایه؛ ۱۳۸۴
- بیداری در نورنبرگ (عباس اقسامی، مهدی مکاری)، تالار مولوی؛ ۱۳۸۴
- آیا تا به حال عاشق بوده‌ای روژانو (عباس اقسامی، مهدی مکاری)، تالار مولوی؛ ۱۳۸۴
- نمایش امشب دیگر مهره‌های پشتم نی لبک می‌زنند ۱۳۸۴
- تهران پرندک (سپیده نظری‌پور)، تئاترشهر، تالار سایه؛ ۱۳۸۵
- خنکای ختم خاطره (کارگردانی نیما دهقان)؛ ۱۳۷۸
- بازی سازان اندرونی (عباس اقسامی)، تالار سنگلج؛ ۱۳۸۷
- مسافران مرو (جواد هاشمی)، تالار وحدت؛ ۱۳۸۷
- زیر درخت آلبالو (سحر ناسوتی)، جشنواره دفاع مقدس؛ ۱۳۸۰
- اهل قبور (حسین کیانی)، تئاترشهر، تالار چهارسو؛ ۱۳۸۸
- مرگ فروشنده (نادر برهانی مرند)، تئاترشهر، تالار اصلی؛ ۱۳۹۳
- هتلی‌ها (حمیدرضا آذرنگ) , تماشاخانه ایرانشهر، سالن استاد سمندریان؛ ۱۳۹۴
- در خواب دیگران (نادر برهانی مرند) , تالار شمس؛ ۱۳۹۴
- کسوف (ایوب آقاخانی), تئاتر باران؛ ۱۳۹۵
- افسون معبد سوخته (کیومرث مرادی)، تماشاخانه ایرانشهر، سالن استاد سمندریان؛ ۱۳۹۵
- خنکای ختم خاطره (حمیدرضا آذرنگ)، تماشاخانه ایرانشهر، سالن استاد سمندریان؛ ۱۳۹۷
- مرد بالشی (علی سرابی)، تماشاخانه شهرزاد، ۱۳۹۸

## جایزه‌ها و افتخارات
جایزه‌ها و افتخارات:
- برنده برترین بازیگران تئاتر سال ۸۸ در هفتمین دوره جشن بازیگر تئاتر (جشن شب بازیگر) برای بازی در دو نمایش اهل قبور و خنکای ختم خاطره[۲]
- نامزد دریافت جایزه نمایشنامه‌نویسی، جشنواره تئاتر فجر برای نمایش آخرین مروارید؛ ۱۳۸۰
- نامزد دریافت جایزه نمایشنامه نویسی، جشنواره تئاتر فجر برای نمایش رعنا؛ ۱۳۸۲
- نامزد دریافت سه دوره نویسندگی برتر، جشنواره تئاتر فجر
- نامزد دریافت جایزه اول بازیگری، جشنواره دانشجویی برای نمایش عروسکی مثل مترسک؛ ۱۳۸۱
- نامزد دریافت جایزه اول بازیگری، از سومین جشنواره ماه، حوزه هنری؛ ۱۳۸۵
- بازیگری سوم، جشنواره فجر برای نمایش چهار حکایت از چندین حکایت رحمان؛ ۱۳۸۳
- جایزه اول بازیگری از جشنواره ماه برای نمایش امشب دیگر مهره‌های پشتم نی لبک می‌زنند ۱۳۸۴
- نویسندگی اول، جشنواره فجر برای نمایش خیال روی خطوط موازی؛ ۱۳۸۵
- برنده بهترین نمایشنامه در جشنواره تئاتر فجر، برای خنکای ختم خاطره ۱۳۸۸[۶][۷]
- برنده بازیگر مرد در جشنواره تئاتر فجر، برای خنکای ختم خاطره ۱۳۸۸[۷]
- کارگردانی اول، جشنواره عدالت و امید؛ ۱۳۸۸
- نویسنده برگزیده جشن اردیبهشت تئاتر ایران برای نمایش مادرمانده؛ ۱۳۸۸
- نامزد دریافت جایزه بهترین کارگردانی در بخش بین‌الملل سی امین جشنوار بین‌المللی تئاتر فجر برای نمایش دو لیتر در دو لیتر صلح ۱۳۹۰
- برنده جایزه اول بازیگری مرد از سی امین جشنواره تئاتر فجر برای نمایش خون رقصه ۱۳۹۰
- برنده جایزه اول نمایشنامه‌نویسی در بخش بین‌الملل سی امین جشنواره تئاتر فجر برای نمایشنامه دو لیتر در دو لیتر صلح ۱۳۹۰
- نامزد سیمرغ بلورین بهترین بازیگر نقش مکمل مرد از سی امین جشنواره بین‌المللی فیلم فجر برای فیلم «ملکه» ۱۳۹۰
- دیپلم افتخار بهترین بازیگر مکمل مرد در جشن منتقدان سینمایی ایران برای فیلم «ملکه» ۱۳۹۱
- بهترین بازیگر نقش مکمل مرد در جشنواره فیلم فجر به انتخاب منتقدین ماهنامه فیلم برای آسمان زرد کم عمق، بهمن ۱۳۹۱
- نامزد بهترین بازیگر نقش مکمل مرد از جشن منتقدان سینمایی ایران برای فیلم «آسمان زرد کم عمق»۱۳۹۲
- بهترین بازیگر مرد جشنواره فیلم‌های ویدئویی یاس برای بازی در فیلم «آخرین نفر» ۱۳۹۳
- بهترین بازیگر نقش مکمل مرد جشن خانه سینما برای بازی در فیلم «ملکه» ۱۳۹۳
- جایزه برترین کتاب سال دفاع مقدس برای نمایشنامه «خنکای ختم خاطره» چاپ انتشارات امیرکبیر ۱۳۹۳
- نامزد بهترین بازیگر نقش مکمل مرد از جشنواره فیلم فجر برای فیلم آااادت نمی‌کنیم ۱۳۹۴
- نامزد بهترین بازیگر مرد کمدی جشن حافظ برای مجموعه تلویزیونی نون خ ۱۳۹۸
- نامزد سیمرغ بلورین بهترین فیلمنامه اقتباسی از سی و نهمین جشنواره فیلم فجر برای فیلم 《روزی روزگاری آبادان》۱۳۹۹
- نامزد سیمرغ بلورین بهترین فیلم اول از سی و نهمین جشنواره فیلم فجر برای فیلم 《روزی روزگاری آبادان》۱۳۹۹